# Cyrestis dacebalus
Cyrestis dacebalus är en fjärilsart som beskrevs av Hans Fruhstorfer 1913. Cyrestis dacebalus ingår i släktet Cyrestis och familjen praktfjärilar. Inga underarter finns listade i Catalogue of Life.